# Kantowanie
Kantowanie to sposób spychania statku z mielizn na głębszą wodę, za pomocą wbitych niemal pionowo bumsztaków. Do górnego końca bumsztaka mocuje się linę stalową i pracującą windą kotwiczną unosi się nieco rufę statku. Również (z j.niem kentern) przechylanie statku, stąd pochodzi określenie w żargonie marynarskim przekantowany statek, czyli przechylony.